# Вандровська Олена Борисівна
Оле́на Бори́сівна Вандро́вська (*22 травня 1922) — казахська мистецтвознавиця, дослідниця Шевченка.
Авторка праць: 
- «Каталог виставки художественних произведений посвященной столетию со дня смерти Тараса Григорьєвича Шевченко» (російською і казахською мовами, Алма-Ата, 1961),
- «Каталог виставки, посвященной 150-летию со дня рождения Т. Г. Шевченко» (Алма-Ата, 1964), «Т. Г. Шевченко-художник» (книжка, Алма-Ата, 1964).